# Dan džamija u Bosni i Hercegovini
Dan džamija je simbolično obilježavanje muslimana (najvećim brojem Bošnjaka) u Bosni i Hercegovini na spomen rušenja Ferhadije u Banjoj Luci 7. maja 1993. godine, kao i ostalih 613 džamija, 218 mesdžida, 69 mekteba, četiri tekije, 37 turbeta i 405 drugih vakufskih objekata. Na teritoriji pod kontrolom Vojske Republike Srpske i ostalih paravojnih srpskih snaga srušene su 534 džamije, a na teritoriji koju je kontrolisalo Hrvatsko vijeće odbrane 80 džamija. Za vrijeme Rata u Bosni i Hercegovini 1992—1995. uništeno je ili oštećeno više od 80 posto od 1.144 džamije, koliko ih je bilo u BiH prije 1992. godine.

## Džamije u BiH
Džamije u Bosni i Hercegovini su tokom Rata 1992—1995. uglavnom rušene do temelja — na prostorima koji su bili pod kontrolom Vojske Republike Srpske i Hrvatskog vijeća odbrane. Nekoliko godina poslije rata, džamije na prostoru Bosne i Hercegovine su većinom obnovljene.
Neke od poznatijih srušenih džamija na teritoriji Bosne i Hercegovine su:
- Ahmed-agina džamija, Vitez;
- Aladža, Foča;
- Arnaudija, Banja Luka;
- Atik džamija, Bijeljina;
- Azizija, Šamac;
- Begova džamija Brčko;
- Careva džamija, Foča;
- Carska džamija, Bileća;
- Čelebića džamija, Nevesinje;
- Džamija Esme Sultanije, Jajce;
- Džamija Sefer-age Begovića, Berkovići;
- Dživar, Trebinje;
- Ferhadija, Banja Luka;
- Gradska džamija, Kozarska Dubica;
- Hadži Omerova džamija, Banja Luka;
- Hamza-begova džamija, Sanski Most;
- Jusuf-agina džamija, Gradiška;
- Karađoz-begova džamija, Mostar;
- Šišman Ibrahim-pašina džamija, Počitelj;
- Trzanska džamija, Žepče.

### Ferhadija
Ferhat-pašina džamija se nalazi u Banjoj Luci i spada u sami vrh najstarijih džamija u Bosni i Hercegovini. Izgrađena je 1579. godine u klasičnom otomanskom stilu i predstavlja jedno od najuspješnijih arhitektonskih ostvarenja bosanske arhitekture 16. vijeka. Ferhadija je uvrštena u kulturnu baštinu Bosne i Hercegovine 1950. godine. Ferhadija je odlukom Komisije za očuvanje nacionalnih spomenika Bosne i Hercegovine proglašena nacionalnim spomenikom Bosne i Hercegovine. Ferhadija je srušena 7. maja 1993. godine. Islamska zajednica Bosne i Hercegovine je 2001. godine dobila urbanističku saglasnost za ponovnu izgradnju džamije. Međutim, pri polaganju kamena-temeljca 7. maja 2001. godine došlo je do nereda i protesta od srpskih nacionalista; nekoliko bošnjačkih vjernika je povrijeđeno, a jedna osoba je nekoliko dana kasnije preminula usljed povreda.
Rekonstrukcija Ferhadije je trajala nekoliko godina, da bi ova džamija svečano bila otvorena 7. maja 2016. godine.

## Galerija
- Ferhat-pašina džamija
- Hamza-begova džamija
- Gradska džamija u Prnjavoru
- Ali-pašina džamija

## Literatura
- 33919325
- 8843014
- 8843014

## Spoljašnje veze
- Dan džamija (IZ u BiH, 6. 5. 2015)
- Dan džamija (Al Džazira)
- Dan džamija (Tuzlanski.ba)
- Džamija je duhovno gnijezdo svakog muslimana (N1/Anadolija, 7. 5. 2017)
- Biser islamske arhitekture: Na današnji dan srušena džamija Ferhadija (Radiosarajevo.ba, 7. 5. 2017)
- Dan džamija u BiH počinje hutbom o značaju džamija i džemata (Vijesti.ba, 5. 5. 2017) Архивирано на веб-сајту  (5. мај 2023)
- 7. maj obilježava se kao Dan džamija: Na današnji dan srušena najpoznatija džamija – Ferhadija (RTV TK, 7. 5. 2017)
- Dan džamija u BiH (Magazin Plus / )